# Stanley Kubrick
Pour les articles homonymes, voir Stanley et Kubrick (homonymie).
Stanley Kubrick (prononcé en anglais : /ˈstænli ˈkubɹɪk/) est un réalisateur, photographe, scénariste et producteur de cinéma américain, né le 26 juillet 1928 à Manhattan (New York,) et mort le 7 mars 1999 dans son manoir, Childwickbury Manor (en) (à une heure de route au nord de Londres). Il est largement considéré comme l'un des plus grands cinéastes de tous les temps ; ses films sont presque tous des adaptations de romans ou de nouvelles, couvrant un certain nombre de genres et étant reconnus pour l'attention intense portée aux détails, leur photographie innovante, leur scénographie approfondie et leur humour noir. La  violence humaine est un fil conducteur de toute l’œuvre du cinéaste.
Originaire de New York, Kubrick est un élève moyen mais manifeste dès son plus jeune âge un vif intérêt pour la littérature, la photographie et le cinéma. Il commence à apprendre en autodidacte tous les aspects de la production et de la réalisation de films après son diplôme d'études secondaires. Après avoir travaillé comme photographe pour le magazine Look à la fin des années 1940 et au début des années 1950, il commence à réaliser des courts métrages à petit budget et réalise son premier grand film hollywoodien, L'Ultime Razzia, pour United Artists en 1956. S'ensuivent deux collaborations avec Kirk Douglas : le film anti-guerre Les Sentiers de la gloire (1957) et le film épique Spartacus (1960).
En 1961 Kubrick quitte les États-Unis en raison de préoccupations concernant la criminalité dans le pays, ainsi que d'une aversion croissante pour le fonctionnement d'Hollywood et de divergences créatives avec Douglas et les studios de cinéma. Il s'installe en Angleterre, qu'il ne quitte que quelques fois durant le reste de sa vie. En 1977 il élit domicile, avec son épouse Christiane, à Childwickbury Manor (en), qui devient son lieu de travail où il centralise l'écriture, la recherche, le montage et la gestion de ses productions. Cela lui permet un contrôle artistique presque total sur ses films, avec le rare avantage du soutien financier des grands studios hollywoodiens. Ses premières productions en Angleterre sont deux films avec Peter Sellers : une adaptation du roman Lolita de Nabokov sortie en 1962 et la comédie noire Docteur Folamour (1964).
Perfectionniste assumant un contrôle direct sur la plupart des aspects de sa réalisation cinématographique, Kubrick cultive une expertise en écriture, montage, étalonnage, promotion et exploitation. Il est célèbre pour le soin minutieux apporté à la recherche et à la mise en scène de ses films, réalisées en étroite coordination avec ses acteurs, son équipe et d'autres collaborateurs. Il demande fréquemment plusieurs dizaines de reprises du même plan dans un film, déroutant et frustrant souvent ses acteurs. Malgré la notoriété que cela apporte, nombre de ses films innovent en matière de cinéma et sont désormais considérés comme des références. Le réalisme scientifique et les effets spéciaux innovants de son épopée de science-fiction 2001, l'Odyssée de l'espace (1968) sont une première dans l'histoire du cinéma, et le film lui vaut le seul Oscar de sa carrière (pour les meilleurs effets visuels). Steven Spielberg a qualifié 2001 de « big bang » de sa génération et il est considéré comme l'un des meilleurs films jamais réalisés.
Alors que de nombreux films de Kubrick sont controversés à leur sortie et reçoivent des critiques mitigées (en particulier le brutal Orange mécanique (1971), que Kubrick retire de la circulation au Royaume-Uni à la suite d'une frénésie médiatique) la plupart sont nommés aux Oscars, aux Golden Globes, ou aux BAFTA, et bénéficient de réévaluations des critiques. Pour le film d'époque du XVIIIe siècle Barry Lyndon (1975), Kubrick obtient des objectifs développés par Carl Zeiss pour la NASA pour filmer des scènes à la lueur des bougies. Avec le film d'horreur Shining (1980), il devient l'un des premiers réalisateurs à utiliser un steadicam pour des travellings stabilisés et fluides, une technologie vitale pour son film suivant sur la guerre du Viêt Nam, Full Metal Jacket (1987). Quelques jours après avoir organisé une projection pour sa famille et les acteurs de son dernier film, le drame érotique Eyes Wide Shut (1999), il meurt d'une crise cardiaque à l'âge de 70 ans.

## Biographie

### Jeunesse et parenté

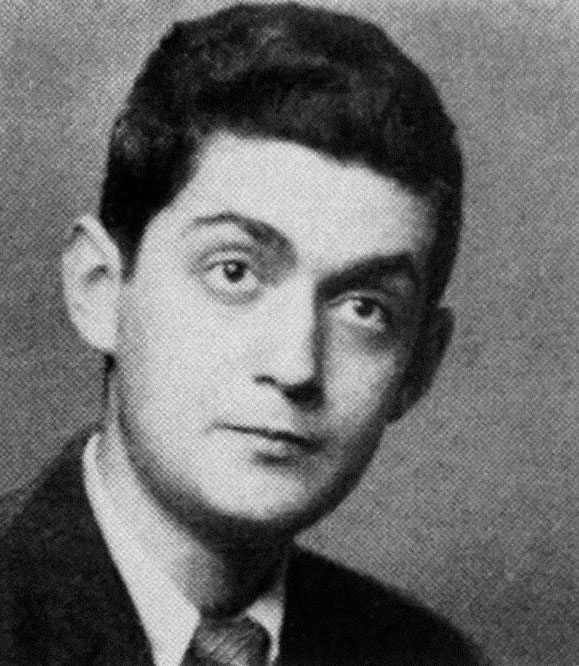
Stanley Kubrick à 16 ans.

Stanley Kubrick, est issu d'une famille juive originaire d'Europe centrale habitant dans le quartier du Bronx. Il est le fils de Sadie Gertrude Perveler (1903-1985) et de Jacob Leonard Kubrick (1901-1985). Son père, né aux États-Unis d'une mère roumaine et d'un père austro-hongrois, était cardiologue, pianiste et photographe amateur. Il apprend à son fils Stanley, âgé de douze ans, à jouer aux échecs,. Cette passion suit Stanley Kubrick toute sa vie. Sa mère, qui était chanteuse et danseuse, lui donne le goût des livres et de la lecture. Il a une sœur cadette, Barbara, née le 21 mai 1934.
De 1940 à 1945 Kubrick ne s'intéresse à aucune matière à l'école, à part la physique. Il ne parvient pas à obtenir une moyenne suffisante pour s'inscrire à l'université, surtout que, la guerre terminée, nombre de soldats revenant du front tentent d'y entrer et que déjà les inscriptions sont limitées.
En 1947, à l'âge de 18 ans, il se marie avec Toba Metz (1930-2003), une camarade de classe de la William Howard Taft High School à New York. Ils s'installent dans le quartier de Greenwich Village deux ans plus tard et divorcent en 1951,.

### Débuts dans la photographie

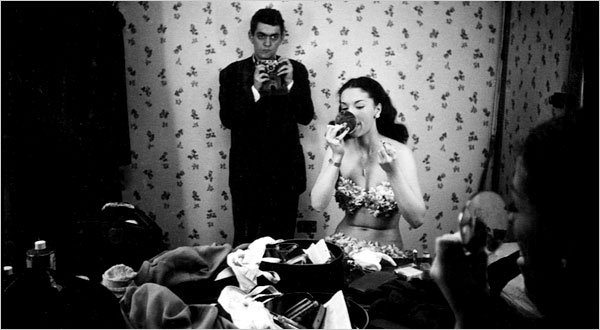
Stanley Kubrick se photographiant devant un miroir avec Rosemary Williams, 1949.

Pour son treizième anniversaire, son père lui offre son premier appareil photo. Cette nouvelle activité le passionne et lui fait oublier sa passion de jeunesse, le jazz, et son rêve de devenir batteur de jazz professionnel. Il prend de nombreuses photos et les développe avec un ami dans la chambre noire familiale. Il devient le photographe officiel de son collège et a pour idole le reporter-photographe Weegee.

En avril 1945, à l'âge de 16 ans, il réussit à vendre au magazine illustré Look une photographie d'un vendeur de journaux en larmes après la mort de Franklin D. Roosevelt, qu'il a prise alors qu'il se rendait à l'école. La rédactrice en chef l'engage comme photographe indépendant, « par pitié » dit-il plus tard. Stanley Kubrick y travaille durant quatre ans et y apprend les ficelles du métier, la composition d'une image, les éclairages, l'usage des extérieurs et l'art de saisir le mouvement. Plutôt perfectionniste, il lui arrive de prendre plusieurs centaines de clichés pour réaliser une seule photo. Grand amateur de boxe, il raconte dans son premier « photos-récit », intitulé Prizefighter (Le Professionnel), une journée de la vie du boxeur Walter Cartier. C'est ce photo-récit qui est à l'origine de son premier film : Day of the Fight. 

### Un destin de réalisateur
Pendant ses premières années de photographe de magazine, Kubrick fréquente assidûment les salles de cinéma, notamment les séances du MoMA. Ses goûts sont éclectiques, avec une préférence, comme il le dit en 1963 dans la revue Cinéma, pour le cinéma d'auteur européen : Ingmar Bergman, Michelangelo Antonioni, Federico Fellini. Les films de Max Ophüls comme Le Plaisir ou Madame de... — mouvement complexe et sans heurt de la caméra, travelling — influencent le jeune Stanley Kubrick.
En 1950 l'autodidacte Stanley Kubrick, âgé de 22 ans, se décide à sauter le pas et se lance dans le cinéma. Pour lui, sa meilleure formation, ce sont les longues séances cinématographiques qu'il s'impose, des meilleurs films au pire des navets. « Je ne peux pas faire pire » se dit-il.

#### Courts métrages et série télévisée
Dans ses premiers films Kubrick fait tout lui-même : il est à la fois scénariste, cadreur, ingénieur du son, monteur et réalisateur.
Entre 1950 et 1951 Kubrick réalise deux documentaires, consacrés l'un à un boxeur, l'autre à un missionnaire. Il reprend l'idée de son photos-récit Prizefighter et réalise avec Alexander Singer, un camarade de classe, le court-métrage Day of the Fight — une journée de la vie du boxeur Walter Cartier —, filmé comme un reportage. Autofinancé avec un budget de 3 900 $, le documentaire est vendu à RKO Pictures avec seulement 100 $ de bénéfice. Pour Flying Padre, Stanley Kubrick reprend la même idée et suit durant deux jours Fred Stadtmueller, un missionnaire catholique. D'une durée de 9 minutes, ce film est en partie financé et distribué par RKO.
Les deux documentaires sont des succès mineurs, mais Kubrick se fait remarquer par le brillant de sa photographie. Lui-même dit : « Même si mes deux premiers films étaient mauvais, ils étaient bien photographiés ».
En 1952, à la demande de Richard de Rochemont, futur producteur de son premier film Fear and Desire, Kubrick est réalisateur d'une deuxième équipe sur une séquence d'un omnibus consacré à Abraham Lincoln. Par la suite, il réalise plusieurs épisodes, toujours en qualité d'assistant réalisateur. En 1953 il réalise son premier documentaire en couleurs, The Seafarers. Dans ce film promotionnel sur la marine marchande, on retrouve les travellings à la Max Ophüls.

#### Premiers longs métrages
Pour réaliser son premier long métrage Fear and Desire, Kubrick emprunte à sa famille 9 000 $. Il persuade un ami poète de lui écrire un scénario original : l'histoire d'un groupe de soldats chargés d'éliminer une troupe ennemie dans une guerre fictive ; à la fin du film, les soldats voient leurs propres visages dans ceux de leurs ennemis. Le réalisateur tourne son film en 35 mm noir et blanc près de Los Angeles. Une nouvelle fois, il fait tout. Il décide de ne pas enregistrer le son avec les images, et son erreur lui coûte 3 000 $ de post-synchronisation. Malgré tout, il est fier d'avoir réussi à terminer son film. Plus tard, il qualifie son film de « tentative inepte et prétentieuse » et décide de le retirer des circuits de distribution et d'en interdire toute projection.
Encouragé par une critique honorable, Stanley Kubrick quitte définitivement le magazine Look, bien que le film soit un échec commercial. Lors du tournage du film il rencontre sa future femme, Ruth Sobotka.
En 1954, Le Baiser du tueur (Killer's Kiss), son second long-métrage, film très court tourné dans les rues de New York, raconte l'histoire d'un boxeur minable obligé de fuir la mafia. L’histoire manque d'originalité (c'est le seul scénario original écrit par Kubrick), mais ce film démontre son talent à jouer avec l'ombre et la lumière et confirme sa maîtrise technique dans la scène de combat dans un entrepôt de mannequins.
Sa réalisation est récompensée par un Léopard d'or au Festival international du film de Locarno.

### Débuts de la collaboration avec James Harris
Le Baiser du tueur attire l'attention de James B. Harris, producteur indépendant qui a de bonnes relations avec les majors de Hollywood. Alexander Singer, qui a connu Harris quelques années auparavant, fait se rencontrer les deux hommes. Cette rencontre est décisive, et ensemble ils fondent la Harris-Kubrick Pictures alors qu'ils ne sont tous les deux âgés que de 26 ans.
Deux ans plus tard, en 1956, naît de leur association le troisième film de Kubrick, L'Ultime Razzia (The Killing), le premier grand film avec un budget de 320 000 $ financé en partie par Harris et les United Artists. Pour la première fois le réalisateur dispose d'acteurs professionnels et d'une équipe technique complète. Encore une fois, l’histoire n'a rien d'exceptionnel : un tireur embusqué doit abattre le cheval de tête dans une course hippique pour créer une diversion et ainsi faciliter le braquage de la caisse des paris. Un film noir de braquage comme il en existe beaucoup à cette époque, mais Stanley Kubrick fragmente l'histoire que seule la voix off, très influencée par Citizen Kane d'Orson Welles, permet de reconstituer. Plus d'une décennie plus tard, la critique Pauline Kael considérait que L'Ultime Razzia avait lancé la carrière de Kubrick. Elle ne s'était pas trompée. Leurs chemins se croisent souvent par la suite car elle déteste tous ses films : « une froide et distante atmosphère, des films qui n'ont pas d'âme ».
Au cours du tournage, Kubrick affirme son autorité : alors que le directeur de la photographie, Lucien Ballard, change l’objectif que Kubrick avait choisi pour une scène avec un travelling, ainsi que son emplacement, en lui expliquant que cela n’aura aucune incidence sur les changements de perspective, calmement le cinéaste lui intime l’ordre de remettre la caméra à son emplacement d’origine avec l’objectif initial, ou bien de quitter le plateau et de ne jamais y revenir. Ballard obéit et le tournage se termine tranquillement.
Malgré un budget important, Kubrick n’apparaît encore dans ce film que comme l’un des nouveaux maîtres de la série B. Orson Welles, interrogé par André Bazin sur les autres cinéastes, déclare : « L'Ultime Razzia de Kubrick n'est pas trop mal ». Dans la revue Cahiers du cinéma, Jean-Luc Godard lui reconnaît quelques qualités tempérées : « C'est le film d'un bon élève, sans plus. Ce qui correspond chez Ophüls à une certaine vision du monde n'est chez Kubrick qu'esbroufe gratuite. Mais il faut louer l'ingéniosité de l'adaptation qui, adoptant systématiquement la déchronologie des actions, sait nous intéresser à une intrigue qui ne sort pas des sentiers battus ».

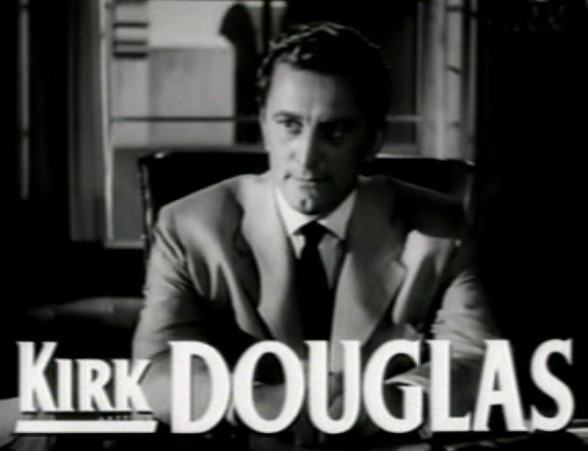
Kirk Douglas en 1952

L'Ultime Razzia étant un succès, United Artists accepte de financer à hauteur d'un million de dollars le film suivant de Harris-Kubrick tiré d'un best-seller américain de 1935, The Paths of Glory, inspiré d'événements réels s'étant produits en 1915, l'affaire des caporaux de Souain, fusillés « pour l'exemple », et pas du tout des mutineries de 1917 comme on le dit couramment. Les fusillés de Souain n'étaient aucunement des « mutins », ce qui rend leur condamnation encore plus insupportable. Harris ne disposant que d'un budget très modeste selon les critères hollywoodiens et d'un scénario de Kubrick, Calder Willingham et Jim Thompson, le projet ne suscite guère d'enthousiasme auprès des majors. Tout bascule quand Harris envoie une copie du scénario à Kirk Douglas, lequel répond : « Stanley, je pense que ce film ne fera pas un rond, mais il faut absolument le tourner ». En 1957, sept ans après son premier court-métrage, Kubrick dirige Kirk Douglas dans un film sur l’absurdité de la guerre, Les Sentiers de la gloire.
Le film se déroule durant la Première Guerre mondiale. Un général de l'armée française décide de lancer une de ses unités dans des attaques désespérées contre les lignes allemandes retranchées à Verdun. Après un échec désastreux et de lourdes pertes humaines, l'état-major décide que, « pour l’exemple », trois soldats innocents seront fusillés pour lâcheté. Le film est entièrement tourné en Allemagne, avec 800 policiers allemands pour jouer les troupes françaises. Les scènes en intérieur sont tournées au studio Geiselgasteig à Munich. On y voit apparaître des séquences qui caractérisent Kubrick et qu'il ne cesse de perfectionner par la suite : travelling avant en caméra subjective, travelling arrière pour la marche du colonel dans la tranchée, travelling latéral pour la scène d'assaut du no man's land, utilisation de la musique, et mouvements de caméra sans heurt filmés avec une Dolly pour la marche ininterrompue du colonel Dax dans les tranchées. Cette scène est d'ailleurs similaire à celle du labyrinthe de Shining, filmée en steadicam. La scène du chant de la jeune captive, jouée par sa future épouse, l'actrice allemande (nièce de Veit Harlan) Christiane Susanne Harlan, montre la capacité de Kubrick à filmer l'émotion sans tomber dans la sensiblerie. Il divorce de Ruth Sobotka en 1957 pour épouser en 1958 Christiane Harlan qu'il a rencontrée pendant le tournage. Le frère de celle-ci, Jan Harlan, devient le producteur délégué du réalisateur à partir de 1975.
Dans ce film apparaissent deux thèmes de prédilection de Kubrick : la double personnalité et un monde au bord de l'effondrement. Dans le livre et dans le film, les personnages sont clairement identifiés, avec le colonel Dax (Kirk Douglas), homme sobre, intelligent et courageux, et le général Mireau (George Macready), vaniteux, ambitieux et incompétent. Le personnage le plus machiavélique du film est le général Broulard (Adolphe Menjou). Kubrick joue habilement avec la bonhomie du personnage rusé et raffiné mais s'avérant incroyablement amoral (il détruit les dernières illusions du colonel et ruine définitivement la carrière du général) et sans aucune pitié envers les hommes de troupe.
Le film est projeté à Munich le 18 septembre 1957. Il est perçu comme une critique directe de l'armée française, par la cruauté des scènes finales et la satire violente des états-majors français, même si le film souffre de nombreuses invraisemblances. Il reçoit plusieurs récompenses, dont le prix Chevalier de La Barre. Sous la pression d'associations d'anciens combattants français et belges, le gouvernement français proteste auprès de la United Artists, mais ne demande pas la censure du film. Devant l'ampleur du mouvement contestataire, les producteurs du film décident de ne pas le distribuer. De nombreux pays d'Europe, comme la Suisse, refusent également de le diffuser. C'est dix-huit ans plus tard, en 1975, que le film est finalement projeté en France.

### Un bref passage à Hollywood

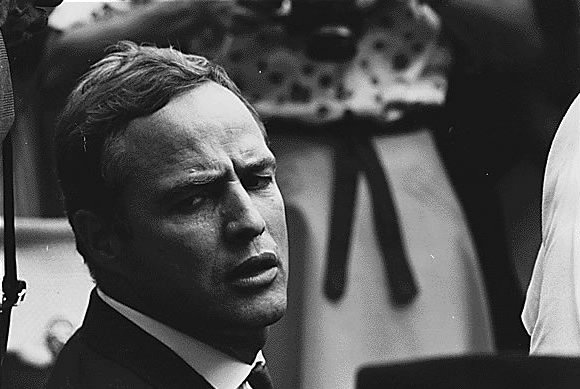
Marlon Brando en 1963.

De retour aux États-Unis, Stanley Kubrick écrit deux scénarios qui sont refusés par les majors hollywoodiens. La MGM lui propose de travailler sur le scénario d'un western avec comme vedette Marlon Brando. Après six mois de travail de préparation, le cinéaste et l’acteur se fâchent. Marlon Brando, star hollywoodienne, obtient facilement le départ de Kubrick et décide de réaliser lui-même La Vengeance aux deux visages.
Au même moment, sur un autre film, Kirk Douglas, acteur et producteur principal du péplum Spartacus, insatisfait du travail d'Anthony Mann, sollicite Stanley Kubrick pour terminer le film. Après le succès commercial des Sentiers de la gloire, celui-ci accepte et termine le film. Le tournage dure 167 jours, partagé entre la Californie et l’Espagne pour les scènes de combat tournées avec 10 000 figurants issus de l'armée espagnole.
Des conflits artistiques apparaissent rapidement entre Kirk Douglas et Russell Metty, le directeur de la photographie. Kubrick intervient également sur le scénario fondé sur l'histoire vraie du soulèvement d’esclaves romains qu'il trouve moralisateur et sans intérêt. Le film sort en 1960, il obtient un grand succès critique et commercial et gagne quatre Oscars. Quelques années plus tard, Stanley Kubrick renie le film dont il garde un souvenir amer. Dans l'œuvre de Kubrick, c'est son film le plus impersonnel, le film reprenant l'intrigue et le traitement du roman historique de Howard Fast.

### Derniers films en noir et blanc
En 1962, pour la réalisation de Lolita, le réalisateur préfère éviter la censure et les ligues puritaines américaines et se tourne vers l'Angleterre pour le tournage. Il avait prévu de revenir ensuite aux États-Unis, mais pour son projet suivant, Docteur Folamour, l'acteur principal qu'il a choisi, l'Anglais Peter Sellers, ne peut pas quitter le territoire car il est au milieu d'une procédure de divorce. Pendant le tournage de Lolita, Kubrick achète une grande maison au nord de Londres où il s'installe avec sa famille. Il dit : « À côté de Hollywood, Londres est probablement le deuxième meilleur endroit pour faire un film, en raison du degré d'expertise technique et des équipements que vous trouvez en Angleterre ». De plus, malgré sa licence de pilote amateur, Kubrick n'aime pas prendre l'avion.
Stanley Kubrick réalise donc Lolita, son premier film polémique, sur le sol anglais, d'après le roman de Vladimir Nabokov. Le livre avait été publié pour la première fois en France comme ouvrage pornographique. Pour la rédaction du scénario, le cinéaste travaille en étroite collaboration avec Vladimir Nabokov. Ils écrivent ensemble une nouvelle version du roman jugée plus acceptable pour un film commercial et la morale imposée au cinéma en 1962.

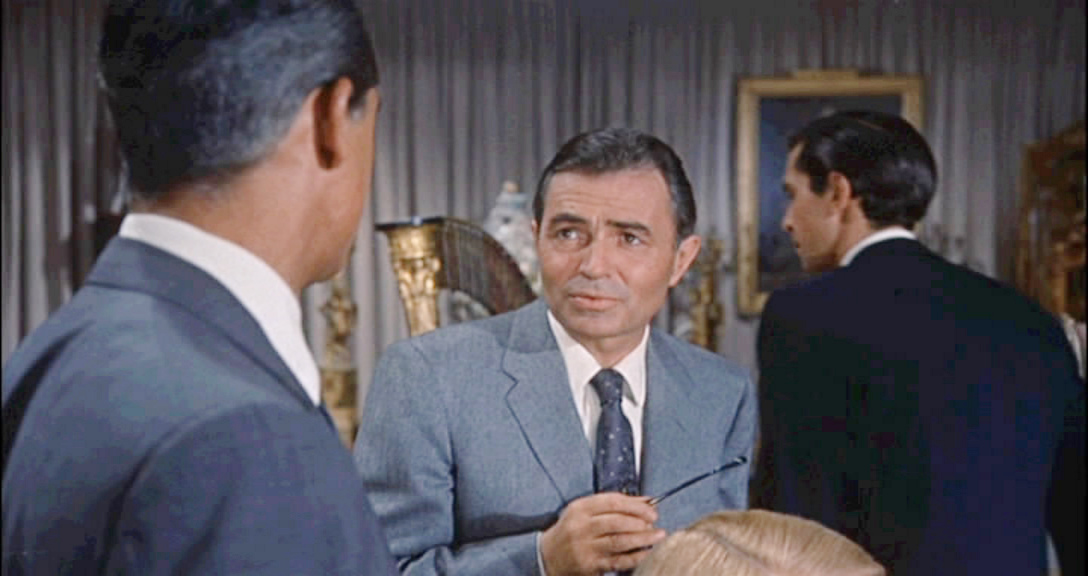
James Mason en 1959.

Le film raconte l'histoire d'un homme d'âge mûr, Humbert Humbert, joué par James Mason, pris d'une passion ardente pour une adolescente, Lolita, âgée de 12 ans dans le livre, 15 ans dans le film, interprétée par Sue Lyon qui obtient le Golden Globe de la meilleure actrice. Peter Sellers y fait une interprétation remarquée.
Le film, tout comme le roman, provoque la colère des puritains qui le trouvent sulfureux, malgré sa mise en scène très chaste, bien éloignée des allusions sexuelles explicites de l'ouvrage de Nabokov. À la sortie du film, Stanley Kubrick reconnaît que s'il avait pu prévoir la sévérité des censeurs américains, qui l'obligent à couper des scènes au montage et à remanier certaines séquences jugées trop licencieuses, il aurait probablement renoncé à la réalisation du film.
Le film est présenté à la Mostra de Venise en 1962, mais la critique est déçue. Le schéma d'accueil de ses films par la critique, dont la plus virulente est Pauline Kael, est toujours le même par la suite : une partie ne lui fait pas de cadeaux, tandis que l'autre l'admire. Ce premier film polémique est un succès outre-Atlantique, sans nul doute nourri par la controverse. En 1963 Jean-Luc Godard décrit Lolita comme un « […] film simple et lucide, avec des dialogues justes, qui montre l'Amérique et son puritanisme mieux que Melville et Reichenbach, et prouve que Kubrick ne doit pas abandonner le cinéma, à condition de filmer des personnages qui existent […] ». En 1998 Sue Lyon déclare à l'agence Reuters que Lolita est le film qui a « causé [sa] destruction en tant que personne ». Il s'agit du dernier film produit par le duo Kubrick-Harris. Après ce long-métrage, Stanley Kubrick produit et réalise seul ses films, laissant la distribution à la Warner Bros Pictures.
En 1963 Kubrick prépare son second film polémique et le premier opus d'une trilogie de films de science-fiction, Docteur Folamour ou : Comment j'ai appris à cesser de m'inquiéter et à aimer la bombe, considéré comme un chef-d'œuvre d'humour noir. Kubrick se tient constamment au courant de l’actualité et s’abonne à des revues militaires et scientifiques. Il lit le roman de Peter George, Red Alert, paru en Angleterre sous le titre de Two Hours to Doom. Il réfléchit depuis longtemps à une histoire où une guerre nucléaire serait déclenchée soit par accident, soit à cause de la folie d’un personnage. Le roman de Peter George correspond à ses attentes. Il s’associe avec Peter George et Terry Southern, scénariste d'Easy Rider, pour préparer le script, et travaille la photographie du film avec Weegee.
Le tournage débute le 26 janvier 1963 aux studios de Shepperton à Londres, pour s’achever quatre mois plus tard. La distribution comprend Peter Sellers qui tient les rôles (dans l'ordre de leur apparition) du colonel britannique Lionel Mandrake, du président des États-Unis et du docteur Folamour, ancien chercheur nazi, handicapé, recruté par l'armée américaine (allusion à la trajectoire de plusieurs scientifiques nazis, dont Wernher von Braun). Une très grande liberté d’improvisation est laissée à Peter Sellers, filmé par trois caméras, tandis que le reste de la distribution et l’équipe technique doivent observer une grande rigueur. Le film doit se conclure par une bataille de tartes à la crème dans la salle de guerre, avec le président et tous ses conseillers militaires. La scène est filmée, nécessitant des semaines de tournage, mais Kubrick décide de la retirer du montage final.
Farce burlesque où la guerre nucléaire totale est déclarée à la suite de l'action d'un commandant devenu fou et d'un système de défense automatique, ainsi que satire des milieux politico-militaires, ce nouveau film sort en pleine guerre froide, où le risque de voir l’un des deux antagonistes faire usage de l’arme atomique est élevé. Un problème de taille apparaît : un film réalisé par Sidney Lumet, Point limite, avec Henry Fonda dans le rôle principal, traitant du même sujet, est sur le point de sortir. Stanley Kubrick intente un procès pour plagiat, et obtient gain de cause. Le film de Lumet ne sort qu’en octobre 1964 tandis que Docteur Folamour sort sur les écrans le 29 janvier 1964 et se trouve nommé pour quatre Oscars (meilleur film, meilleur réalisateur, meilleur acteur, meilleure adaptation cinématographique).

### Passage à la couleur

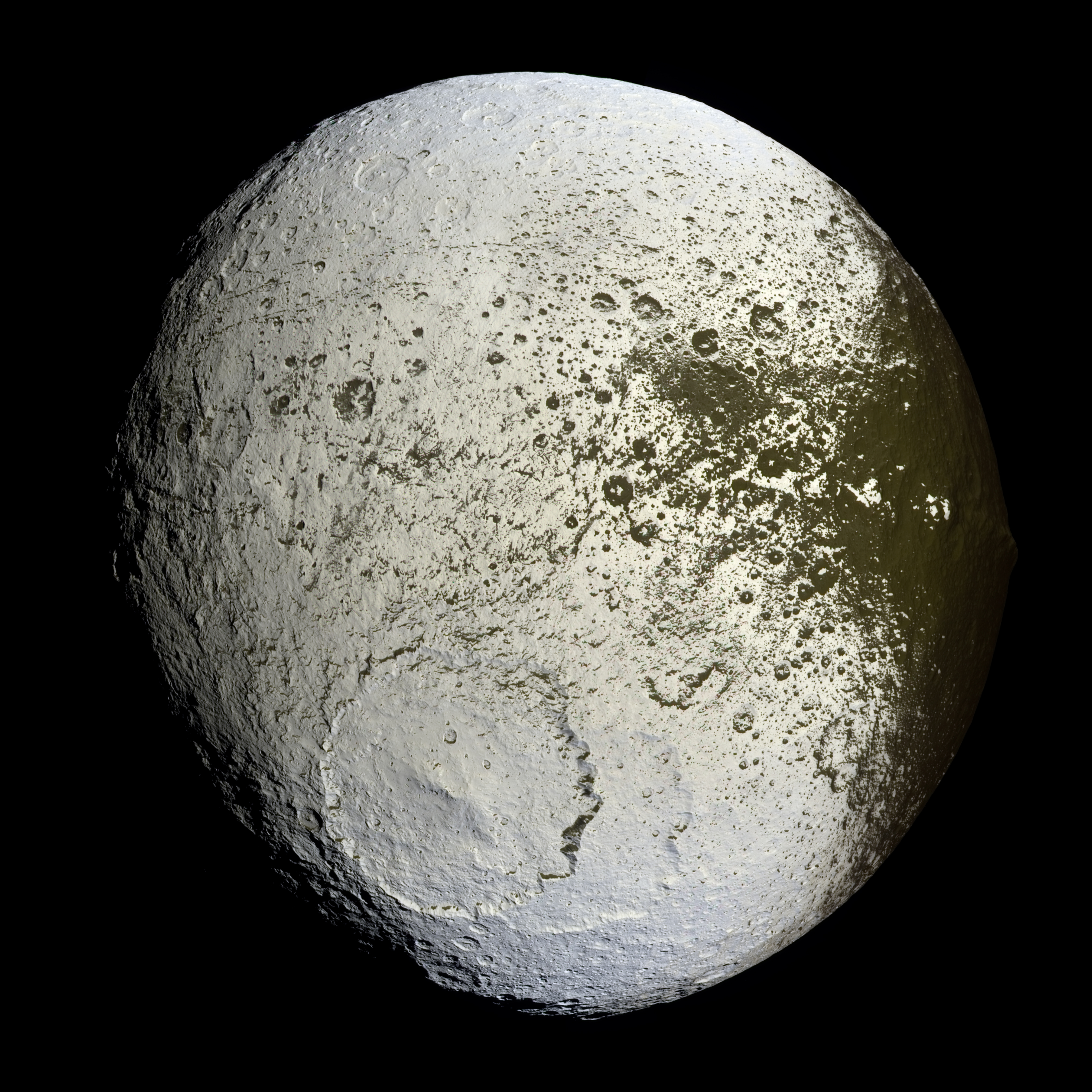
Japet, satellite de Saturne. Dans le roman d'Arthur C. Clarke : la porte des étoiles, au centre de laquelle se trouve un monolithe de près de 600 mètres de haut.

À partir de ce moment, installé définitivement en Angleterre, le cinéaste travaille de plus en plus lentement, poussant de plus en plus loin son perfectionnisme et sa volonté d'expérimentation technique. Il passe cinq ans à développer son film suivant 2001, l'Odyssée de l'espace. Le 22 avril 1964 Kubrick rencontre Arthur C. Clarke au restaurant Trader Vic's du Plaza Hotel de New York. Pour imaginer le monolithe noir, clé de voûte du film, les deux coscénaristes font la tournée des galeries d'art le mois suivant leur rencontre. Selon le sémiologue français Alexandre Bourmeyster, ils se seraient inspirés des œuvres du peintre Georges Yatridès, alors mis en valeur par un des plus grands marchands de tableaux du moment, S.E. Johnson, qui exposait les œuvres de l'artiste de manière permanente aux International Galleries de Chicago.
Le tournage du film débute le 29 décembre 1965, sous le titre provisoire de Voyage au-delà des étoiles. Il se déroule dans un premier temps aux studios de Shepperton, puis se poursuit aux Studios d'Elstree, plus proches de la villa où Kubrick a emménagé. MGM et Cinerama financent le film, dont le budget s’élève à six millions de dollars. Pour la première fois, le cinéaste interdit le plateau de tournage à la presse, ce qu’il fait systématiquement par la suite.
Artistiquement, 2001 a été un changement radical dans les films de science-fiction. Stanley Kubrick n’étant pas un partisan des films où les décors et les monstres sont en papier mâché ou en carton, il souhaite que les décors de son film soient techniquement réalisables dans le futur qu’il présente. C’est Tom Howard, lauréat de l’Oscar des meilleurs effets visuels en 1947 pour L'esprit s'amuse et en 1959 pour Les Aventures de Tom Pouce, qui est chargé de concevoir la savane préhistorique. Wally Veevers conçoit les véhicules spatiaux et l'autocar lunaire. On construit également une centrifugeuse de 750 000 dollars. Pour les effets spéciaux, Kubrick s’entoure d’éminents collaborateurs, parmi lesquels Harry Lange, ancien conseiller de la NASA, et Marvin Minsky, directeur d’un laboratoire d’intelligence artificielle.
George Lucas, créateur de Star Wars, déclare après la mort de Kubrick que si ce film n'avait pas été fait, il n’aurait probablement jamais réalisé sa saga. Kubrick reçoit l'Oscar des meilleurs effets visuels, le seul et unique Oscar de sa carrière, pour la qualité de son travail. Une équipe l'a aidé dans cette tâche, mais comme il est à la fois concepteur et créateur de quasiment tous les effets spéciaux du film, c'est à lui que l'on décerne la statuette. C'est également le début de la légende que le cinéaste va volontairement se forger : celle d'un homme qui, tel un ordinateur, enregistre une incroyable quantité d'informations, devenant un expert de la mise en scène dont il maîtrise parfaitement tous les rouages. Stanley Kubrick n'hésite pas à utiliser les dernières innovations techniques quand cela sert son œuvre : ordinateur et projection frontale pour 2001, éclairage à la lumière des bougies pour Barry Lyndon grâce à un objectif Zeiss développé pour la NASA, ou encore steadicam pour Shining (The Shining).

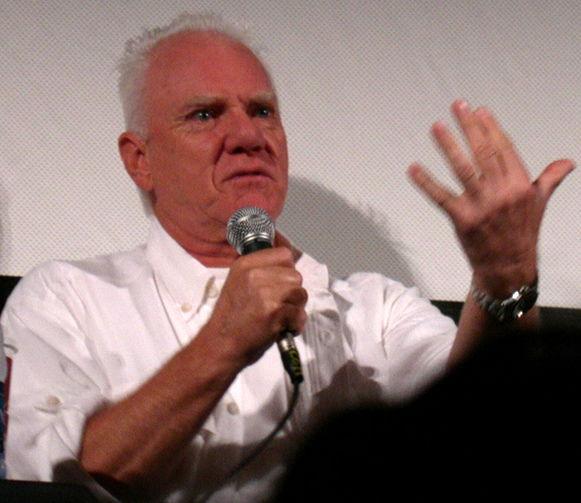
Malcolm McDowell en 2007.

Orange mécanique est un film à la violence et à l’érotisme prémonitoires, réalisé en 1971 d’après le roman L'Orange mécanique d'Anthony Burgess et adapté par Kubrick, qui travaille seul. Le thème du double, cher à Kubrick, est encore une fois développé dans ce film, avec Alex qui représente l’inconscient de l’homme qui lutte entre le bien et le mal dans un monde qui s’effondre. Kubrick réalise le film très rapidement, caméra à l'épaule, et presque entièrement tourné dans la région de Londres.
Au XXIe siècle, dans une Angleterre où l'on ne sait plus comment enrayer l'escalade du crime, Alexandre de Large (Malcolm McDowell), le chef de la bande des droogs ou droogies, exerce avec sadisme une terreur aveugle sur fond de symphonie no 9 de Beethoven (2e et 4e mouvements).
En Angleterre le film suscite une polémique importante, aggravée par plusieurs faits divers où des délinquants, portant les mêmes costumes qu'Alex, déclarent s'inspirer directement du personnage principal du film. Dans un premier temps, Stanley Kubrick ne tient pas compte de ces faits divers, mais les médias, frustrés par le manque d’interlocuteur, se retournent vers l’auteur du livre qui se retrouve seul à défendre un film auquel il n’a pas participé. La controverse s’amplifie et, inquiété par les lettres de menaces de mort qu'il reçoit à son domicile, le réalisateur oblige la Warner à retirer le film des écrans du Royaume-Uni.
Élu meilleur film de l’année 1972 par le New York Film Critics Circle, Orange mécanique est l’un des plus gros succès de la Warner Bros. Pictures et reste à l'affiche durant soixante-deux semaines.
« Il n’y a aucun doute qu’il serait agréable de voir un peu de folie dans les films, au moins ils seraient intéressants à regarder. Chez moi, la folie est très contrôlée ! » déclare Kubrick.
Après trois films de science-fiction, frustré par l’abandon de la Warner de son projet sur Napoléon, prévu avec Jack Nicholson dans le rôle de l’Empereur (Stanley Kubrick a une véritable passion pour Napoléon, il ne comprend pas comment un homme aussi intelligent a pu sombrer), il réalise son premier film historique à partir de la biographie d'un jeune Irlandais (Barry Lyndon), d'après le roman picaresque de William Makepeace Thackeray qui raconte le destin d'un jeune et intrigant Irlandais sans le sou, Redmond Barry (Ryan O'Neal), de son ascension pleine d'audace à sa déchéance.
La préparation du film dure un an. Le réalisateur veut tourner un film à l’esthétique proche des tableaux du XVIIIe siècle. La réalisation du film demande plus de 250 jours de tournage au Royaume-Uni et en Allemagne (château des Hohenzollern, Potsdam et palais de Ludwigsbourg). À la fin du tournage, Kubrick et Ryan O'Neal sont définitivement fâchés. Les contraintes techniques imposées par le réalisateur font passer le budget du film de 2,5 millions à plus de 11 millions de dollars.

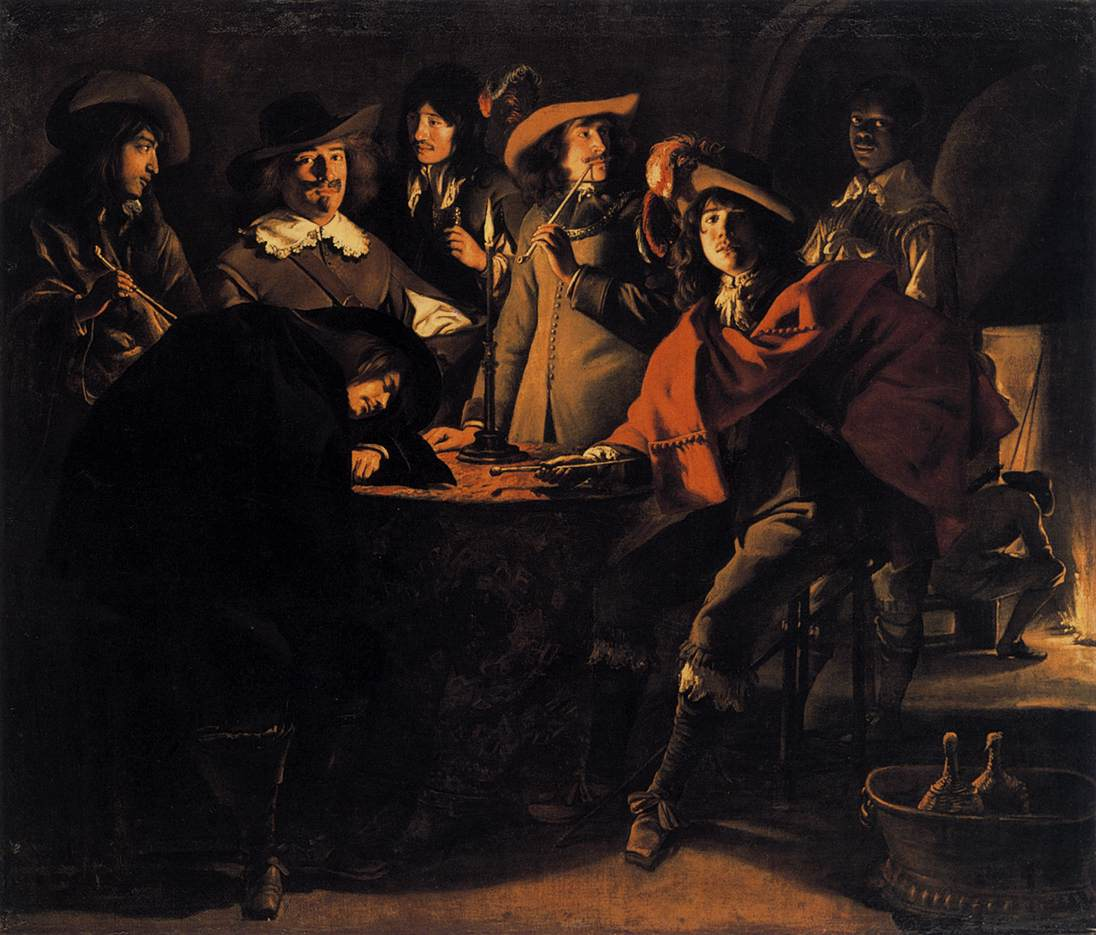
Le corps de garde par Le Nain en 1643.

Les critiques sont sévères envers le film qui est jugé trop long, trop lent, élitiste et ennuyeux. Le film obtient pourtant quatre Oscars : meilleure direction artistique, meilleure photographie, meilleurs costumes, meilleur arrangement musical.
Stanley Kubrick entreprend ensuite l'adaptation du roman Shining, l'enfant lumière de Stephen King. Ce film est dans la lignée de L'Exorciste, Halloween et Rosemary's Baby, le meilleur du genre selon Kubrick. Le film est moins risqué financièrement que ses productions précédentes et, après l'échec commercial de Barry Lyndon, l'adaptation d'un best-seller de Stephen King est un gage de quasi-succès (les six derniers romans de l'auteur se sont vendus à plus de 22 millions d'exemplaires). Le réalisateur et Diane Johnson modifient profondément l’histoire du livre, ce qui déplaît à Stephen King qui refuse d’apparaître au générique final du film. Il n'est pas le seul mécontent : aux États-Unis l'exploitation du film est un échec, le public enrageant de n'avoir pas assez tremblé et reprochant aux deux scénaristes d'avoir abâtardi le genre et trahi l'esprit du livre. À la sortie du film, certains critiques le huent pour ces raisons.

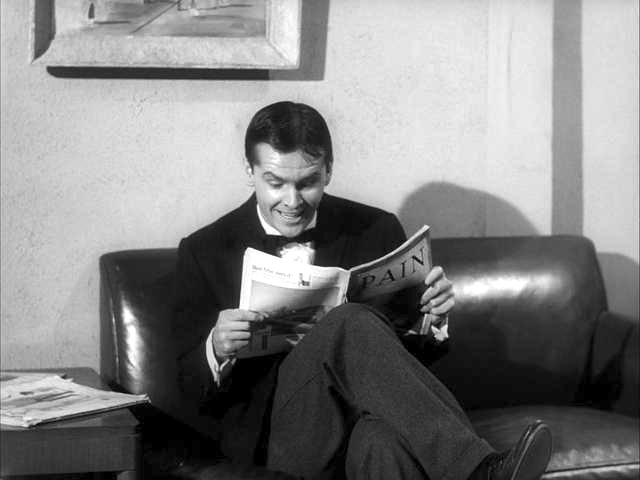
Jack Nicholson en 1960.

Le film relate la descente aux enfers de Jack Torrance (Jack Nicholson), écrivain ayant accepté un poste de gardien à l'hôtel Overlook, isolé dans les montagnes rocheuses et fermé pour l'hiver. Il s'y installe avec sa femme Wendy (Shelley Duvall) et son fils Danny (Danny Lloyd) qui possède un don de médium, le Shining.
Plus que tout autre film, Shining consolide la réputation de « mégalomane perfectionniste » du réalisateur. Kubrick rôde dans les immenses studios de l'Estree, la barbe et les cheveux longs, les yeux cernés, tout comme son héros Jack Torrance qui erre sans inspiration dans l'hôtel Overlook. Pour les déplacements de personnages les plus complexes à filmer, son opérateur Garrett Brown utilise un système de stabilisation de caméra qu'il a inventé quelques années auparavant : le steadicam. Le tournage de plus d'un an est particulièrement difficile pour Shelley Duvall. Alors que Kubrick laisse une certaine latitude dans l’interprétation à Jack Nicholson, Shelley Duval doit répéter de 40 à 50 fois la même scène. Plus tard, Shelley Duval dira : « Ce fut une expérience formidable, mais si cela était à refaire, je n'accepterais pas le rôle… ».
L'image finale du film, semblable à la fin quelque peu mystérieuse et ambiguë de 2001, l'Odyssée de l'espace, engendre plusieurs interprétations de la part des fervents admirateurs du cinéaste, comme Rodney Ascher avec son film documentaire, Room 237, lequel propose une interprétation sous forme d'indices cachés du film ; Stanley Kubrick lui-même n'a jamais donné une réponse définitive, préférant laisser le soin aux spectateurs de décider par eux-mêmes. Kubrick considère ce film comme son œuvre la plus personnelle.

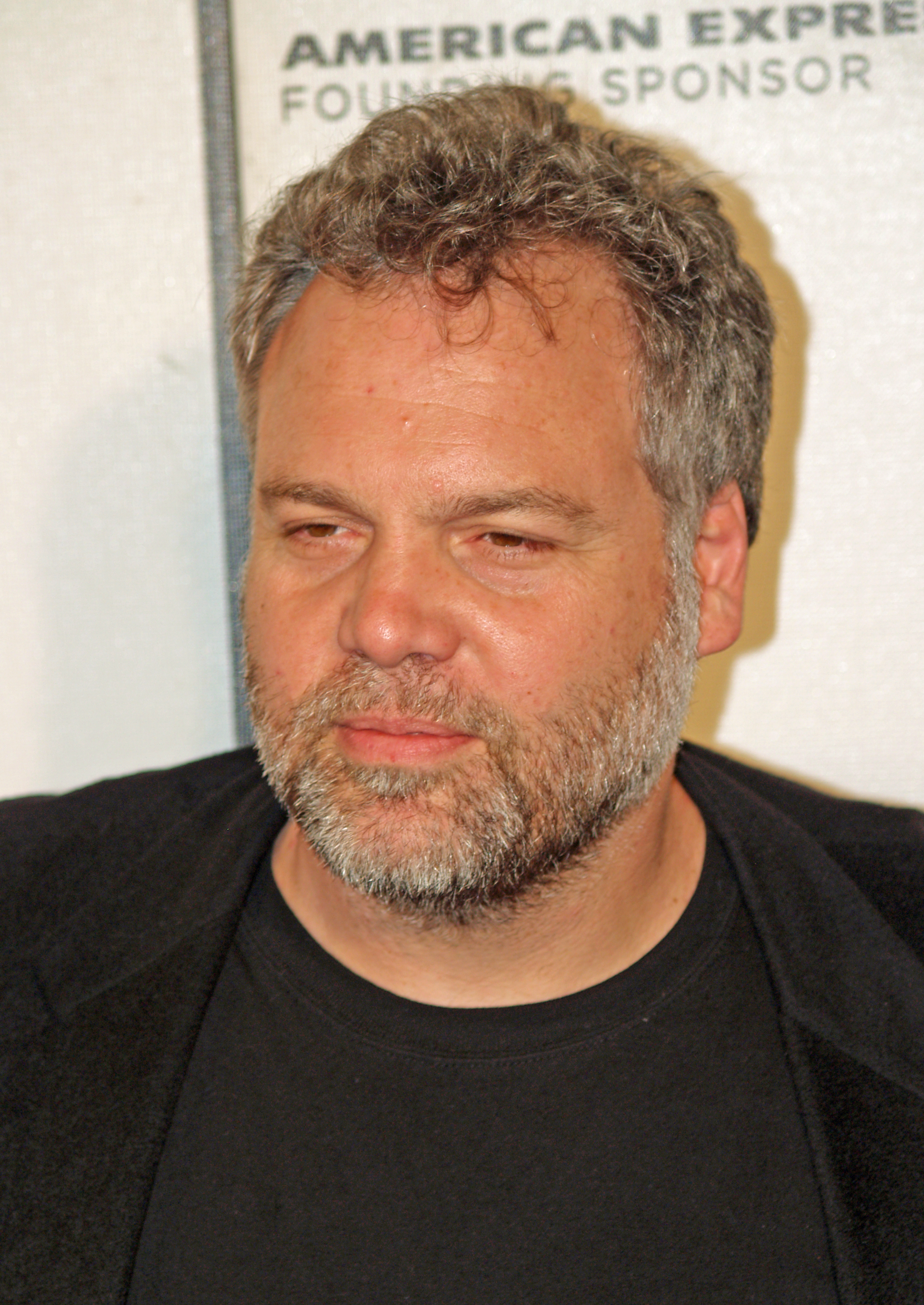
Vincent D'Onofrio en 2008.

Kubrick veut ensuite tourner un vrai film de guerre, mais ni un film comme Apocalypse Now ou Voyage au bout de l'enfer, ni une parodie comme Docteur Folamour, ni un film antimilitariste tel que Les Sentiers de la gloire. La symbolique du film Full Metal Jacket est proche de celle d’Orange mécanique où le héros, intellectuellement supérieur à ses camarades, doit lutter entre le bien et le mal dans un monde en guerre. Le personnage central du film, le soldat « Guignol » (Matthew Modine) va petit à petit perdre son âme durant ses classes aux États-Unis, marqué par l’agression de son « protégé » le soldat « Baleine » (Vincent D'Onofrio) et, au Viêt Nam, par l’exécution sans pitié d'une prisonnière vietnamienne.
Stanley Kubrick détourne l’esprit du livre The Short-Timers (en) de l’écrivain Gustav Hasford pour mieux imposer sa propre vision de la guerre et de l’âme humaine, au grand mécontentement de l'écrivain qui est tout de même cité au générique final comme coscénariste.

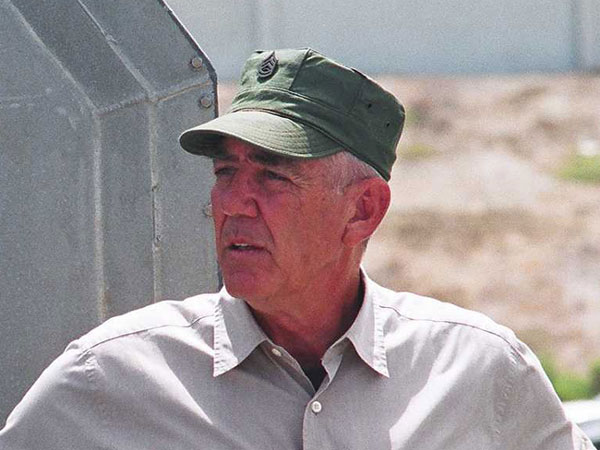
Lee Ermey en 2005.

La première partie du film suit l'entraînement intensif d'un groupe de jeunes recrues américaines dans un camp de marines à Parris Island, aux États-Unis en 1968 pendant la guerre du Viêt Nam, et l'affrontement entre l'adjudant instructeur (Lee Ermey) et une jeune recrue inadaptée (Vincent D'Onofrio). La confrontation finale entre les deux hommes clôt cette partie. La deuxième partie du film se déroule au Viêt Nam et montre le baptême du feu des marines à Da-Nang puis la sanglante bataille du Têt dans la province de Hué.
Le film est entièrement tourné en banlieue de Londres, bien loin du réalisme du film d'Oliver Stone, Platoon. Quelques plantes exotiques servent de décors d’arrière-plan, les scènes de combat sont tournées dans une usine désaffectée, et l’île de Parris Island est recréée dans une ancienne base militaire britannique. Kubrick utilise plusieurs fois l’élargissement de champ pour modifier l’interprétation du spectateur lorsqu’il voit la scène de près puis de loin. Le tournage du film est interrompu pendant quatre mois à la suite de l'accident de voiture de Lee Ermey, conseiller technique en sa qualité d'ancien instructeur des marines et acteur principal de la première partie du film.

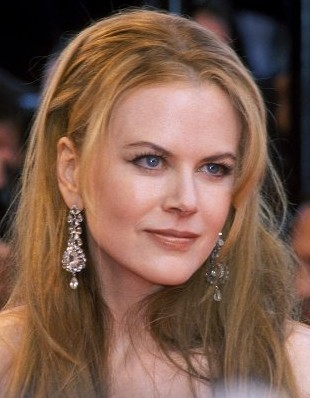
Nicole Kidman en 2001.

Plus de sept ans après la sortie de son dernier film, Stanley Kubrick se lance dans l'adaptation du roman la Nouvelle rêvée de l'écrivain autrichien Arthur Schnitzler, livre qu'il avait lu à la fin des années 1970. Le scénario est une fidèle adaptation du livre et raconte l'errance dans la nuit new-yorkaise du docteur Harford (Tom Cruise), obsédé par la révélation de sa femme (Nicole Kidman) d'avoir failli céder à la tentation d'un autre homme, et à la recherche de ses propres fantasmes. Un voyage entre le réel et l'imaginaire.

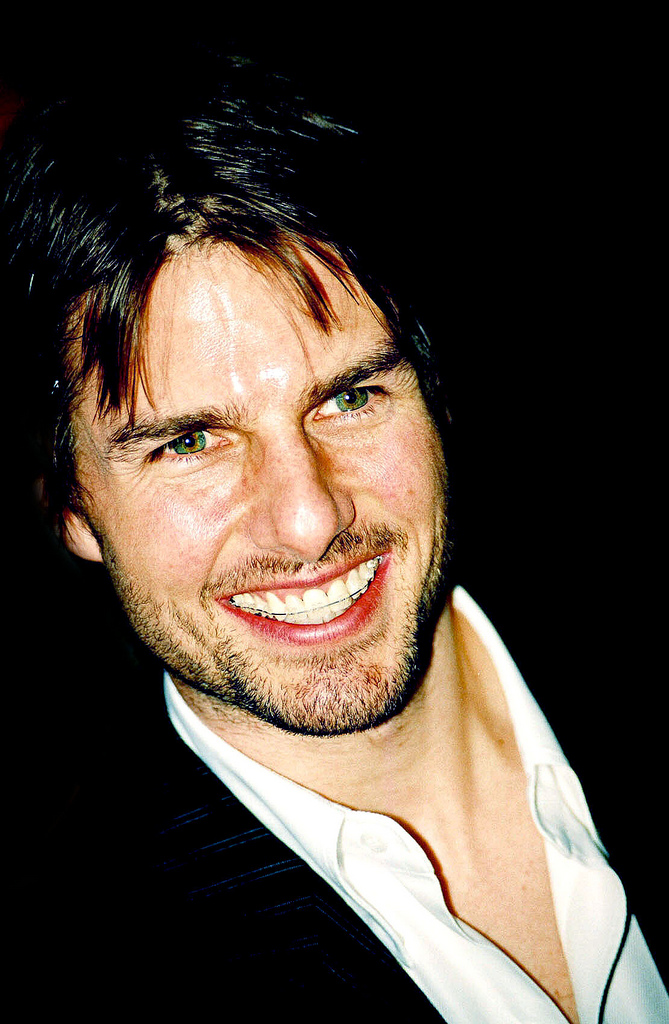
Tom Cruise en 2000.

Eyes Wide Shut reprend les thématiques qui ont toujours fasciné Kubrick : le thème du double qui envahit tout et qui engendre la perte d'identité, « nos pulsions les plus intimes, derrière les apparences ». Le tournage dure quinze mois de novembre 1996 à janvier 1998 et bloque la carrière de Tom Cruise pendant trois ans (deux ans de tournage et la sortie du film Mission Impossible de Brian De Palma retardée d'un an). Comme à son habitude, le soir venu Kubrick visionne sur vidéo les scènes tournées dans la journée et modifie au jour le jour le scénario en fonction des performances des acteurs. Après six mois de tournage l'acteur Harvey Keitel claque la porte et est remplacé au pied levé par Sydney Pollack.
Ce film est de facto le testament de Kubrick, qui meurt subitement d'une crise cardiaque dans son sommeil le 7 mars 1999. À sa demande, le cinéaste demande des obsèques sobres,. Il est enterré à côté de son arbre préféré dans le jardin du manoir de Childwickbury, dans le Hertfordshire, au Royaume-Uni. Eyes Wide Shut sort en salle en juillet 1999, soit quatre mois après la mort du réalisateur qui le considérait comme son meilleur film selon la confidence faite à son ami Julian Senior la veille de sa mort (« It's my best film ever, Julian. »).

### Projets non aboutis
Stanley Kubrick eu plusieurs projets qui restent inaboutis.
Le réalisateur s'est longuement engagé pour un film sur Napoléon Bonaparte, abandonné à la demande des producteurs (marqués par l'échec de Waterloo) : un projet monumental avec une documentation accumulée sur une trentaine d'années, qui échoue en 1969 pour des raisons techniques, financières et d'organisation.
Après Full Metal Jacket, Kubrick travaille en même temps sur deux films dont aucun ne sera réalisé. Aryan Papers (WarTime Lies, adaptation du roman Une éducation polonaise de Louis Begley), un film abandonné pour ne pas concurrencer La Liste de Schindler de son ami Steven Spielberg dont le sujet est similaire. Aryan Papers raconte l'histoire d'un enfant traversant la Pologne pendant la Seconde Guerre mondiale et échappant à la déportation vers Auschwitz ; c'est son projet de film non réalisé le plus abouti, le casting étant établi, avec Johanna ter Steege pour le rôle de Tania et Joseph Mazzello pour le petit garçon. Le second projet est A.I. Intelligence artificielle, d'après la nouvelle Les Supertoys durent tout l'été de Brian Aldiss, projet réalisé par Spielberg après la mort de Kubrick. 
Un autre projet envisagé est Le Lieutenant allemand, un film sur les parachutistes allemands à la fin de la Seconde Guerre mondiale. Il y eut de même un projet d'adaptation d'un roman de Stefan Zweig, Brûlant secret, un projet intitulé Natural Child (une fable sur la libération sexuelle, trop subversive pour l'époque), un projet intitulé One Eyed Jack (un western qui sera finalement porté à l'écran par Marlon Brando), et un projet intitulé Lunatic at Large, sur un scénario de Jimmy Thomson, était encore d'actualité en 2011.
Kubrick pose aussi le projet de l'adaptation du roman Le Pendule de Foucault (l'auteur, Umberto Eco, s'oppose à ce projet) et celui du roman Le Parfum de Süskind. Enfin, le satiriste Terry Southern tente de convaincre Kubrick pour la réalisation du film pornographique Blue Movie.

## Style

### Esthétique
Le jeune Stanley Kubrick, autodidacte, apprend les ficelles du métier de cinéaste — la composition d'une image, les éclairages, l'usage des extérieurs et l'art de saisir le mouvement. Plutôt perfectionniste, il lui arrive de prendre plusieurs centaines de clichés pour réaliser une seule photo — lors de ses quatre ans passés comme photographe au magazine Look. C'est à cette époque qu'il décide de commencer sa formation en fréquentant assidûment les salles de cinéma. Ses goûts sont éclectiques, avec une préférence, comme il le dit en 1963 dans la revue Cinéma, pour le cinéma d'auteur européen comme celui d'Ingmar Bergman, Michelangelo Antonioni ou Federico Fellini. Cependant, c'est par les films de Max Ophüls comme Le Plaisir ou Madame de… qu'il sera particulièrement influencé, notamment le mouvement complexe et sans heurt de la caméra et les nombreux travellings.
Kubrick apprend réellement tous les métiers du cinéma en faisant tout lui-même dans ses premiers films — scénariste, ingénieur du son, monteur, réalisateur… — ce qui lui permettra par la suite d'intervenir et d'imposer ses points de vue à ses techniciens lors des tournages afin d'obtenir l'image exacte qu'il recherchait. Il démontre ainsi dès 1954, avec Le Baiser du tueur, son talent à jouer avec l'ombre et la lumière et confirme sa maîtrise technique dans la scène de règlement de comptes dans un entrepôt de mannequins. Il démontre aussi rapidement à ses équipes techniques ses connaissances et son intérêt pour la photographie et la prise de vue. Pour lui, un réalisateur est à la fois metteur en scène et technicien.

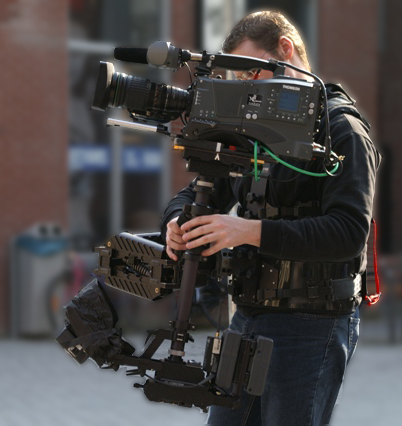
Un steadicam, système stabilisateur de prise de vues, puis popularisé par Kubrick dans Shining.

Au fil de ses films, Kubrick ajoute de nouvelles techniques à sa réalisation qu'il ne cesse de perfectionner par la suite. C'est à cette époque qu'il se fait remarquer par le brillant de sa photographie. En 1956, dans L'Ultime Razzia, Kubrick fragmente l'histoire que seule la voix off très influencée par Citizen Kane d'Orson Welles permet de reconstituer.
À partir de 2001, l'Odyssée de l'espace, le cinéaste travaille de plus en plus lentement, poussant de plus en plus loin son perfectionnisme et sa volonté d'expérimentation technique. Pour son premier film en couleur depuis Spartacus, il va passer cinq ans à développer ce film, qui, par son esthétique et sa mise en scène, marque un tournant dans le cinéma mondial, en particulier dans le domaine de la science-fiction. Souhaitant une vision de l'espace éloignée des bandes dessinées et proche des observations scientifiques, il prend pour directeur de la photographie Geoffrey Unsworth, spécialisé dans la science-fiction. Celui-ci utilise le format Super Panavision 70 et bénéficie du perfectionnement de nouvelles techniques (socles, grues, perches, bras articulés), permettant rotations et mouvements aériens de la caméra comme si elle-même était en impesanteur. Il ajuste également, sur les conseils et avec l'aide d'astronautes et de spécialistes dans le domaine, ses éclairages pour être conforme à la volonté très précise du cinéaste. Le tournage nécessite quatre mois de travail pour les acteurs, et dix-huit pour les effets spéciaux.
Pour Barry Lyndon, le réalisateur veut tourner un film à l’esthétique proche des tableaux du XVIIIe siècle. Pour recréer les conditions de l'époque, les intérieurs sont éclairés à la bougie, les visages des acteurs maquillés de blanc, les cheveux ternis par la poudre. La réalisation du film demande plus de 250 jours. Pour retrouver les conditions de lumière dans les anciens châteaux anglais, le réalisateur s'astreint à un éclairage des scènes d'intérieur quasiment à la lueur des bougies. Il se procure un objectif d'appareil photo Zeiss d'une focale de 50 mm et d'une ouverture maximale de f/0.7, développé spécialement pour la NASA pour photographier l'alunissage de la capsule Apollo, mais encore jamais utilisé au cinéma. Il le fait monter sur une caméra réaménagée spécialement. Pour Kubrick ce n’est pas un gadget ou une lubie, le réalisateur voulant préserver la patine et l’ambiance d’un château dans la nuit au XVIIIe siècle. Il précise : « L'éclairage des films historiques m'a toujours semblé très faux. Une pièce entièrement éclairée aux bougies, c'est très beau et complètement différent de ce qu'on voyait d'habitude au cinéma ». Cette contrainte technique sera néfaste au budget du film qui passe de 2,5 millions à plus de 11 millions de dollars. Le diaphragme de l'objectif, de très grande ouverture (f/0.7), limite considérablement la profondeur de champ de la scène. Le réalisateur utilise également le zoom et les longues focales, ce qui a pour effet d'« aplatir » l'image.

### Musique
La musique a une grande importance dans la majeure partie de l'œuvre de Kubrick. Ce n'est pas la musique qui sert le film, mais le film qui sert la musique. Kubrick privilégie dans la plupart de ses films la musique classique et souvent préexistante.
Dans 2001, l'Odyssée de l'espace, pour la première fois Stanley Kubrick incorpore de la musique classique à un de ses films : la composition de la musique prévue ayant du retard, il meuble la bande-son avec de la musique classique pour le prémontage. Alors que la MGM veut imposer au réalisateur une musique originale, composée par Alex North, Kubrick réussit à garder ses choix originels : Le Beau Danube bleu de Johann Strauss II, Ainsi parlait Zarathoustra de Richard Strauss, et György Ligeti pour la séquence de la porte stellaire. C'est à la musique de Wendy Carlos qu'il fait appel, entre autres, pour Orange mécanique et Shining, film qui utilise également des musiques de Penderecki, Bartók et de Ligeti.
Kubrick voulait que la musique corresponde à l'époque de l'histoire racontée. Ainsi, dans Full Metal Jacket, film sur la guerre du Viêt Nam, il utilise des chansons des années 1960, époque du conflit. Mais pour la musique de Barry Lyndon, Stanley Kubrick emploie des œuvres de Bach, Mozart, Vivaldi, Haendel et Schubert, alors que ces compositeurs ne sont pas tous du XVIIIe siècle. Il doit faire des concessions ; « J'ai chez moi toute la musique du XVIIIe siècle enregistrée sur microsillons. […] Malheureusement, on n'y trouve nulle passion, rien qui, même de loin, puisse évoquer un thème d'amour ». Ne trouvant d'ailleurs pas de musique d'époque suffisamment dramatique pour la scène du duel final, il demande à Leonard Rosenman de réorchestrer la Sarabande de Haendel à un tempo plus lent (Oscar de la meilleure musique de film 1976).
La musique de son dernier film, Eyes Wide Shut est marquante par ses motifs linéaires de piano extraits de Musica Ricercata de György Ligeti. Elle accentue le malaise des situations vécues par le personnage de Tom Cruise.

### Voixoff
C'est dans Fear and Desire que Kubrick insère pour la première fois une voix off. Puis dans Le Baiser Du Tueur, en 1955. Le personnage principal Davey reconstitue en effet la chronologie de la narration grâce à sa voix off. En 1956 sort le troisième film de Stanley Kubrick, L'Ultime Razzia (The Killing). Kubrick fragmente l'histoire que seule la voix off, très influencée par le Citizen Kane d'Orson Welles, permet de reconstituer. Il utilisera encore plusieurs fois la voix off par la suite, notamment dans Docteur Folamour (introduction) et Barry Lyndon.
Dans Orange mécanique et Full Metal Jacket, c'est la voix intérieure, monologue qui n'est pas prononcé par un personnage mais qui exprime ses pensées au moment de la scène, qu'il utilisera pour la narration.

## Mythe Kubrick
Lors de la présentation à la presse de l'exposition consacrée à l'homme et à son œuvre le 4 octobre 2006 dans la ville belge de Gand, sa veuve Christiane déclare : « C'est une légende créée de toutes pièces par la presse. »

### Son caractère
D'un caractère réservé, voire timide, pouvant raser les murs quand il croisait quelqu'un dans un couloir, Kubrick devenait un autre homme une fois installé derrière sa caméra : il contrôlait le monde.
En cela il imposait le respect ; imperturbable, très créatif, il finissait toujours par obtenir ce qu'il voulait. Son perfectionnisme lui vaut une renommée d'homme dur, coléreux et mégalomane. On fait état de scènes recommencées près d'une centaine de fois, d'une dispute violente avec Shelley Duvall (héroïne de Shining) dans le seul but de la mettre dans un état émotionnel intense, tout comme d'une équipe technique tenant une grande bâche des heures durant sous la pluie pour ne pas interrompre un tournage.
Stanley Kubrick devient un personnage mythique, vu comme un génie paranoïaque ayant une vision très pessimiste de la nature humaine, ne sortant de sa maison ultra-protégée, une sorte de forteresse infranchissable, enceinte de 80 hectares de bois et protégée par d'imposants grillages, que pour tourner ses films. Isolé dans son château anglais, Kubrick n'est pas pour autant coupé du reste du monde. Ses archives sont monumentales, et quand il prépare un film il dort le jour et travaille la nuit (en raison du décalage horaire avec Los Angeles).
Kubrick a toujours été réticent à s'entretenir sur ses œuvres, par crainte que celles-ci en soient appauvries. Les documentaires tournés sur Kubrick le seront par sa fille Vivian, pendant le tournage du film Shining : The Making of the Shining (1980) et par son beau-frère Jan Harlan Stanley Kubrick : Une vie en image (2001).

### Critiques
En 50 ans de carrière, Kubrick filme un combat intérieur, sous des perspectives différentes. Trois films de guerre, deux policiers, un film d'horreur, trois films de science-fiction, deux fresques historiques et deux films à objectif psychologique.
L'histoire est principalement racontée à travers les images et la bande son pour susciter des émotions. « Quand vous dites les choses directement, elles ont moins de poids que si vous laissez les gens les découvrir par eux-mêmes[réf. incomplète]. »
Vivian Kubrick dira : « Stanley était très triste d'avoir réalisé si peu de films, mais il avait un regret dans sa vie, c'était d'être si lent ».
Depuis L'Ultime Razzia, Kubrick préfère adapter des livres plutôt que d'écrire un scénario original.
Kubrick dira : « Je suppose que c'est par paresse, mais vous pouvez diviser tous les scénarios en deux catégories : ceux dans lesquels on se demande « ce qui va arriver » et ceux dans lesquels on se demande « comment cela va arriver » ».
Selon le chercheur Alexander María Leroy, le film Lolita a contribué à donner une image positive de la pédophilie en mettant en scène une histoire d'amour complexe, mais véritable, alors que le rapport est légalement un détournement de mineur. Étudiant l'hypersexualisation des jeunes filles par le biais de la sociologie de la culture, cet auteur considère que des œuvres comme l'adaptation de Kubrick, ou le film La Petite de Louis Malle, ont accompagné une évolution des représentations sociales : les jeunes filles sont devenues, aux yeux de certains, de potentielles « adolescentes fatales », ce qui a eu pour effet d'atténuer, voire de nier, la responsabilité d'adultes coupables au regard de la loi.

#### Critiques de la part de ses pairs

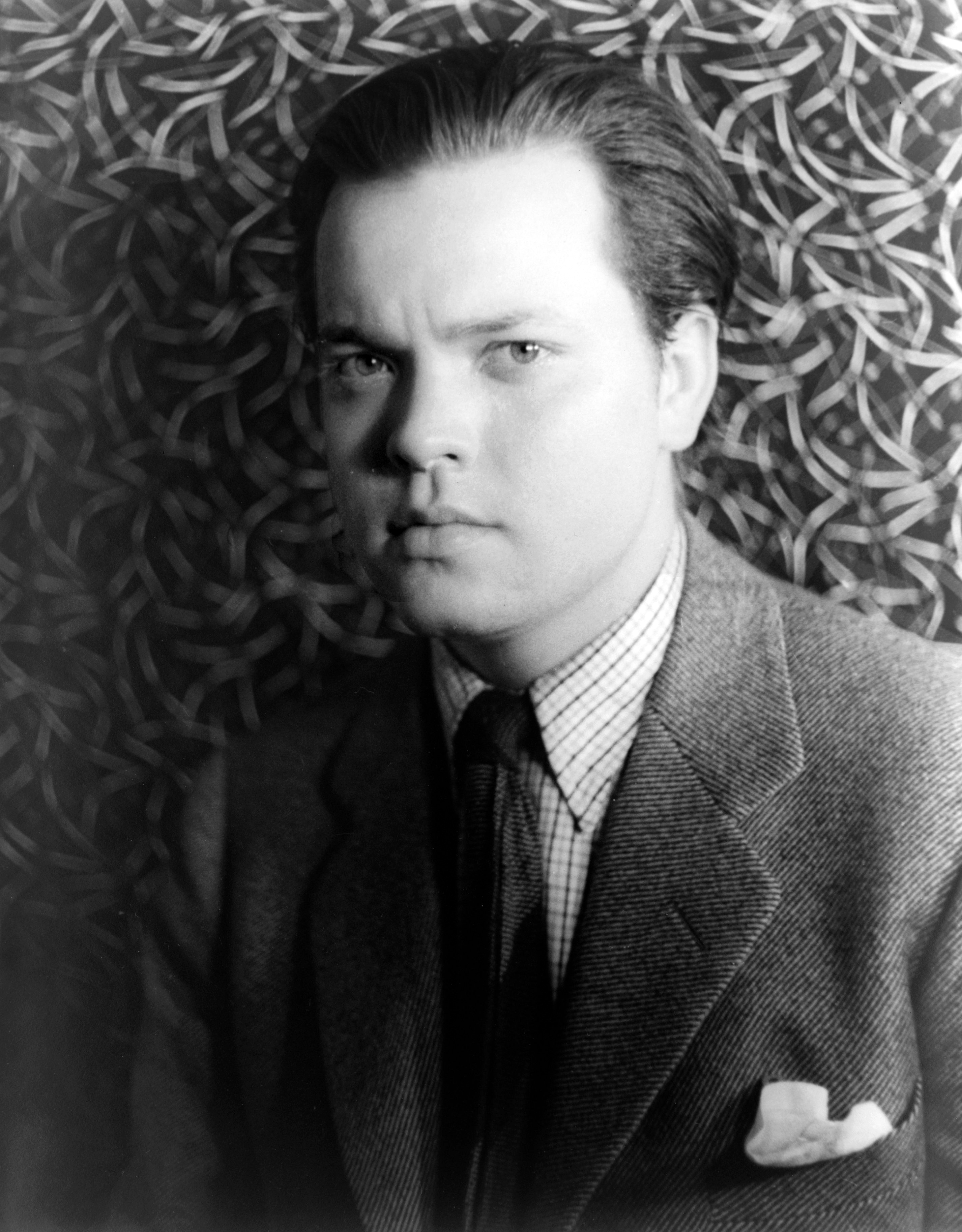
Orson Welles en 1937.

Orson Welles déclare, en 1963 : « Parmi la jeune génération, Kubrick me paraît un géant ». Welles est né en 1915 et Kubrick en 1928, mais les deux artistes ont de nombreux points communs. Tous deux ont réalisé des films profondément originaux et presque le même nombre (13 films pour Kubrick, 15 pour Welles). Ils se sont essayés au film de genre et ont vécu en Europe, à la différence près que Kubrick s'est volontairement exilé en Angleterre pour travailler en paix, alors que Welles y est contraint par la force des choses ; il avait besoin de décrocher des rôles pour financer ses films.
Tous deux n'ont pu mener à terme certains projets : Don Quichotte et It's all true, que Welles a réalisés, n'ont jamais vu le jour de la main de leur auteur, tout comme Kubrick qui doit renoncer à réaliser un film sur Napoléon et un autre, au début des années 1990, sur l'Holocauste. Citizen Kane de Welles était l'un des films préférés de Kubrick.

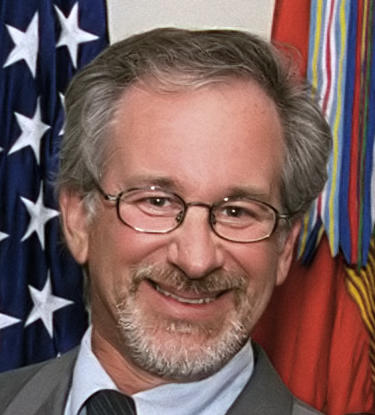
Steven Spielberg en 1999.

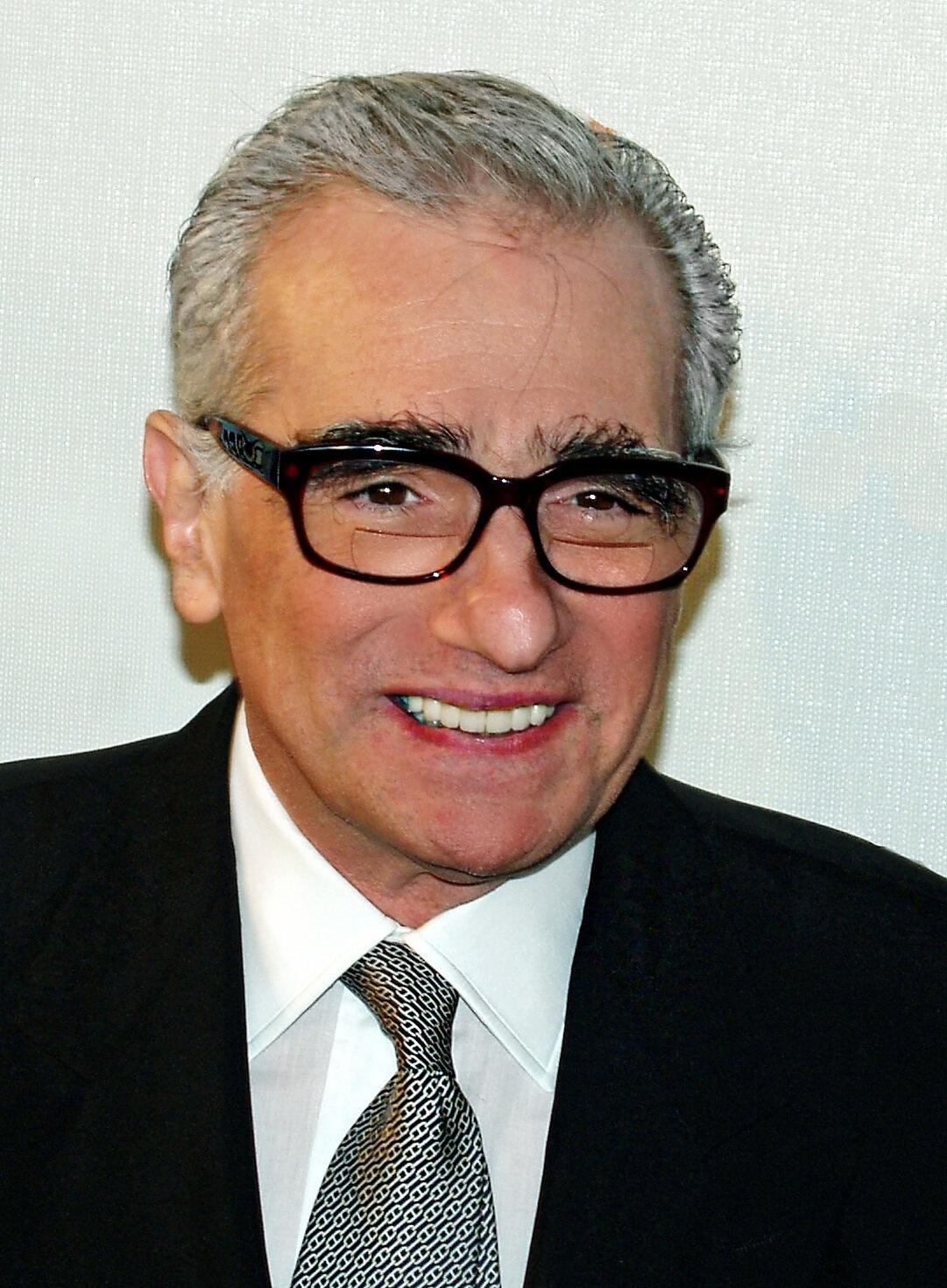
Martin Scorsese en 2007.

Steven Spielberg dira : « Kubrick était terriblement incompris et perçu comme un reclus parce qu'il fuyait la presse. Mais il était capable de décrocher son téléphone et téléphoner à un parfait inconnu pour lui dire combien il avait été impressionné par son film. Pour ceux d'entre nous qui l'ont connu, c'était un ours en peluche, gentil et passionné ». Dans l'œuvre de Kubrick, L'Ultime Razzia est le film préféré de Spielberg.
Une partie de la critique française attaque le cinéma de Kubrick. Dans Cahiers du cinéma, Jean-Luc Godard écrit, à propos de ses premières œuvres (L'Ultime Razzia, Spartacus, Les Sentiers de la gloire) : « A débuté dans le tape-à-l'œil en copiant froidement les travellings d'Ophüls et la violence d'Aldrich […] », mais parle de Lolita comme d'un « […] film simple et lucide, avec des dialogues justes, qui montre l'Amérique et son sexe mieux que Melville et Reichenbach, et prouve que Kubrick ne doit pas abandonner le cinéma, à condition de filmer des personnages qui existent […] ».
Martin Scorsese s'intéresse à l'œuvre de Kubrick depuis longtemps. Il signe en 2002 la préface du livre de Michel Ciment. Il y dit au sujet de Kubrick : « Regarder un film de Kubrick, c'est comme regarder le sommet d'une montagne depuis la vallée. On se demande comment quelqu'un a pu monter si haut ». Il poursuit en analysant le style de Kubrick : « Stanley Kubrick était l'un des seuls maîtres modernes que nous avions […] Il était unique dans la mesure où, avec chaque nouveau film, il redéfinissait ce moyen d'expression et ses possibilités. Mais il était plus qu'un simple innovateur technique. Comme tous les visionnaires, il disait la vérité. Et on a beau s'imaginer être à l'aise avec la vérité, elle provoque toujours un choc profond quand on est obligé de la regarder en face ».

### Reconnaissance
La distance que garde Kubrick par rapport à la communauté d'Hollywood joue certainement en sa défaveur. En effet, à l'instar d'autres grands réalisateurs, comme Charlie Chaplin, Orson Welles, Fritz Lang, Robert Altman, Sergio Leone ou Alfred Hitchcock, Kubrick, malgré plusieurs propositions, n'obtiendra jamais l'Oscar du meilleur réalisateur.
Parmi les récompenses qu'il a remportées :
- 1964 : Meilleur réalisateur, New York Film Critics Circle Awards pour le film Docteur Folamour[93]
- 1968 : Oscar des meilleurs effets visuels pour le film 2001, l'Odyssée de l'espace (le seul Oscar de sa carrière).
- 1971 : Meilleur réalisateur, New York Film Critics Circle Awards pour le film Orange mécanique[94]
- 1975 : Meilleur réalisateur, National Board of Review pour le film Barry Lyndon
- 1975 : Meilleur réalisateur, British Academy of Film and Television Arts pour le film Barry Lyndon

Du 23 mars au 31 juillet 2011 une exposition lui est consacrée en France à Paris, à la Cinémathèque française. Une rétrospective nationale a eu lieu à cette occasion dans de nombreux cinémas.
En 2020 la Cinémathèque suisse consacre une rétrospective intégrale à l'œuvre de Stanley Kubrick.

### Kubrick personnage de cinéma
Kubrick, personnage mythique du cinéma, devait fatalement devenir lui-même personnage de film. On peut voir un « Stanley Kubrick » dans les films suivants :
- Strangers kiss, de Matthew Chapman (1984)
- Moi, Peter Sellers, de Stephen Hopkins (2004). Kubrick, interprété par Stanley Tucci, est un rôle important de ce film biographique consacré à Peter Sellers.
- Appelez-moi Kubrick, de Brian W. Cook (2005)
- Stanley's girlfriend, court-métrage de Monte Hellman (2006)

Trois mois avant le décès du cinéaste, un prétendu Stanley Kubrick, demeurant à Harrow, meurt d'une crise cardiaque dans son petit appartement. Il s'agit d'un imposteur, Alan Conway, qui, pendant des années, se fit passer pour le cinéaste et abusa et profita ainsi de dizaines de personnes plus ou moins connues. Il semblerait que l'idée ait fasciné Kubrick lui-même. Un film avec John Malkovich retrace d'ailleurs l'histoire de cet homme : Appelez-moi Kubrick.[réf. nécessaire]
À la suite d'un ennui de santé du chef-opérateur Claude Renoir sur le tournage du film L'espion qui m'aimait, et à la demande de son ami le chef décorateur Ken Adam (Barry Lyndon et Dr Folamour), Stanley Kubrick accepte, à la condition expresse que sa contribution reste secrète, de superviser l'éclairage de la scène d'intérieur du supertanker. Il existe cependant une photo de Kubrick sur le plateau de tournage.

### Rumeurs de collaboration avec la NASA
2001, l'Odyssée de l'espace est un triomphe dont l’influence est gigantesque sur l'imagination collective et sur lequel viendra se greffer la théorie visant à lui donner une influence sur la NASA ; cette dernière aurait emprunté les noms de Jupiter, Discovery ou Ulysse pour ses projets. En réalité, Discovery fut baptisée en référence au HMS Discovery de l'explorateur anglais James Cook. La fusée Jupiter, quant à elle, a été lancée en 1958, 10 ans avant la sortie du film.
D'après une théorie du complot, des contacts entre la NASA et Kubrick auraient poussé celui-ci à réaliser pour leur compte des prises de vues factices. Cette théorie se fonde sur l'investissement supposé d'un ancien conseiller de la NASA et l'intérêt de cette dernière pour le film 2001, en phase de montage à l'époque. Celle-ci aurait poussé Kubrick à participer à la réalisation en studio de faux alunissages des programmes Apollo 11 et 12. En 1968 Kubrick aurait été secrètement contacté par l'agence spatiale pour réaliser les trois premiers alunissages. Kubrick aurait d'abord refusé puis fini par accepter face aux menaces de révélation de l’« embarrassante » implication de son frère Raul au sein du parti communiste américain. Il aurait ensuite proposé un scénario où la mission Apollo 13 aurait échoué mais où les astronautes étaient sauvés. Devant le refus de la NASA, Kubrick aurait cessé sa collaboration. En réalité, ces affirmations proviennent pour la plupart du documentaire fictionnel Opération Lune réalisé par William Karel en 2002 et diffusé le 1er avril 2004 destiné à montrer les moyens de manipulation des interviews. Ce documenteur réalisé avec des acteurs et des interviews détournées relataient des faits réels, d'autres des hypothèses et de la pure fiction, le tout monté pour servir une fiction pédagogique.
« L’idée était de détourner des entretiens, et nous n’avons mis aucun des témoins dans la confidence, ni les gens de la NASA, ni Aldrin, ni la femme de Kubrick, ni le frère de celle-ci. […] En détournant leurs témoignages, il suffisait d’avoir un « faux » témoin, en l’occurrence la secrétaire de Nixon, pour faire le lien et rendre l’histoire crédible. Aux « vrais » témoins, nous disions que nous faisions un film sur Kubrick, sur son film, sur la Lune ou sur la NASA, et nous leur posions des questions un peu vagues… » — William Karel
Dans le documentaire Room 237, qui présente plusieurs théories plus ou moins plausibles sur le film Shining, l'une d'elles prétend que Kubrick aurait truffé son film d'indices qui témoignent de cette collaboration et du secret qui l'entoure.

## Réception

### Accueil critique
| Film                        | Utilisateurs de Senscritique | Spectateurs sur Allociné | IMDb    | Rotten Tomatoes | Metacritic |
| --------------------------- | ---------------------------- | ------------------------ | ------- | --------------- | ---------- |
| Fear and Desire             | 5,3/10                       | 2,5/5                    | 5,3/10  | 71 %            | -          |
| Le Baiser du tueur          | 6,4/10                       | 3,5/5                    | 6,6/10  | 83 %            | -          |
| L'Ultime Razzia             | 7,2/10                       | 3,8/5                    | 7,9/10  | 96 %            | 91/100     |
| Les Sentiers de la gloire   | 8,2/10                       | 4,4/5                    | 8,4/10  | 96 %            | 90/100     |
| Spartacus                   | 7,2/10                       | 4,0/5                    | 7,9/10  | 94 %            | 87/100     |
| Lolita                      | 7,3/10                       | 3,9/5                    | 7,5/10  | 91 %            | 79/100     |
| Docteur Folamour            | 7,8/10                       | 4,1/5                    | 8,4/10  | 98 %            | 97/100     |
| 2001, l'Odyssée de l'espace | 8,0/10                       | 4,1/5                    | 8,3/10  | 92 %            | 84/100     |
| Orange mécanique            | 8,0/10                       | 4,2/5                    | 8,3/10  | 88 %            | 77/100     |
| Barry Lyndon                | 8,1/10                       | 4,3/5                    | 8,1/10  | 89 %            | 89/100     |
| Shining                     | 8,1/10                       | 4,3/5                    | 8,4/10  | 82 %            | 66/100     |
| Full Metal Jacket           | 7,9/10                       | 4,4/5                    | 8,3/10  | 91 %            | 78/100     |
| Eyes Wide Shut              | 7,4/10                       | 3,6/5                    | 7,5/10  | 76 %            | 68/100     |
| Moyenne                     | 7,45/10                      | 3,9/5                    | 7,76/10 | 88,2 %          | 82/100     |

### Box-office
| Film                        | Budget (estimation) | États-Unis    | France             | Références |
| --------------------------- | ------------------- | ------------- | ------------------ | ---------- |
| Le Baiser du tueur          | 75 000 $            | NC            | NC                 | [ 106 ]    |
| L'Ultime Razzia             | 320 000 $           | NC            | 600 854 entrées    | ,          |
| Les Sentiers de la gloire   | 935 000 $           | 3 400 000 $   | 523 367 entrées    | ,          |
| Spartacus                   | 12 000 000 $        | 30 000 000 $  | 3 525 328 entrées  | ,          |
| Lolita                      | 2 000 000 $         | 9 250 000 $   | 465 065 entrées    | ,          |
| Docteur Folamour            | 1 800 000 $         | 9 440 272 $   | 768 573 entrées    | ,          |
| 2001, l'Odyssée de l'espace | 12 000 000 $        | 60 405 931 $  | 3 256 084 entrées  | ,          |
| Orange mécanique            | 2 200 000 $         | 26 589 355 $  | 7 602 396 entrées  | ,          |
| Barry Lyndon                | 11 000 000 $        | 20 000 000 $  | 3 475 185 entrées  | ,          |
| Shining                     | 19 000 000 $        | 44 017 374 $  | 2 359 705 entrées  | ,          |
| Full Metal Jacket           | 30 000 000 $        | 46 357 676 $  | 2 321 742 entrées  | ,          |
| Eyes Wide Shut              | 65 000 000 $        | 55 691 208 $  | 1 682 279 entrées  | ,          |
| Totaux                      | 155 000 000 $       | 300 000 000 $ | 26 580 578 entrées |            |

- Légendes : Budget (moins de 10 M$, entre 10 et 50 M$ et plus de 50 M$), États-Unis (moins de 10 M$, entre 10 et 50 M$ et plus de 50 M$), France (entre 100 000 et 1 M d'entrées, entre 1 et 2 M d'entrées et plus de 2 M d'entrées).

## Filmographie
Sauf indication contraire, les informations mentionnées dans cette section peuvent être confirmées par la base de données cinématographiques IMDb,  présente dans la section « Liens externes ».

### Courts métrages documentaires
- 1951 : Day of the Fight
- 1951 : Flying Padre
- 1953 : The Seafarers

### Longs métrages
- 1953 : Fear and Desire
- 1955 : Le Baiser du tueur (Killer's Kiss)
- 1956 : L'Ultime Razzia (The Killing)
- 1957 : Les Sentiers de la gloire (Paths of Glory)
- 1960 : Spartacus
- 1962 : Lolita
- 1964 : Docteur Folamour (Dr Strangelove or: How I Learned to Stop Worrying and Love the Bomb)
- 1968 : 2001, l'Odyssée de l'espace (2001: A Space Odyssey)
- 1971 : Orange mécanique (A Clockwork Orange)
- 1975 : Barry Lyndon
- 1980 : Shining (The Shining)
- 1987 : Full Metal Jacket
- 1999 : Eyes Wide Shut

## Distinctions
Sauf indication contraire, les informations mentionnées dans cette section peuvent être confirmées par la base de données cinématographiques IMDb,  présente dans la section « Liens externes ».

### Récompenses
- New York Film Critics Circle Awards 1964 : meilleur réalisateur pour Docteur Folamour
- BAFTA 1965 : meilleur film pour Docteur Folamour
- Oscars du cinéma 1969 : meilleurs effets visuels pour 2001, l'Odyssée de l'espace
- New York Film Critics Circle Awards 1971 : meilleur réalisateur pour Orange mécanique
- BAFTA 1975 : meilleur réalisateur pour Barry Lyndon
- National Board of Review Awards 1975 : meilleur réalisateur pour Barry Lyndon

### Nominations
- BAFTA 1957 : meilleur film pour L'Ultime Razzia
- BAFTA 1958 : meilleur film pour Les Sentiers de la gloire
- Golden Globes 1961 : meilleur réalisateur pour Spartacus
- Golden Globes 1963 : meilleur réalisateur pour Lolita
- Oscars du cinéma 1965 :
  - meilleur scénario adapté pour Docteur Folamour
  - meilleur réalisateur pour Docteur Folamour
  - meilleur film pour Docteur Folamour
- Oscars du cinéma 1969 :
  - meilleur scénario adapté pour 2001, l'Odyssée de l'espace
  - meilleur réalisateur pour 2001, l'Odyssée de l'espace
- Golden Globes 1972 : meilleur réalisateur pour Orange Mécanique
- Oscars du cinéma 1972 :
  - meilleur scénario adapté pour Orange mécanique
  - meilleur réalisateur pour Orange mécanique
  - meilleur film pour Orange mécanique
- Golden Globes 1976 : meilleur réalisateur pour Barry Lyndon
- Oscars du cinéma 1976 :
  - meilleur scénario adapté pour Barry Lyndon
  - meilleur réalisateur pour Barry Lyndon
  - meilleur film pour Barry Lyndon
- Césars 1977 : meilleur film étranger pour Barry Lyndon
- Razzie Awards 1981 : pire réalisateur pour Shining.
- Saturn Awards 1981 : meilleur réalisateur pour Shining.
- Oscars du cinéma 1988 : meilleur scénario adapté pour Full Metal Jacket
- Césars 2000 : meilleur film étranger pour Eyes Wide Shut

### Hommages
- L'astéroïde (10221) Kubrick a été nommé en son honneur.
- La promotion 2001 de l'Institut national des sciences appliquées de Strasbourg (ENSAIS) porte son nom.

### Décoration française
- 1995 :  Commandeur de l'ordre des Arts et des Lettres[130].